# جكراندة ميموزية الأوراق
جكراندة ميموزية الأوراق (الاسم العلمي: Jacaranda mimosifolia) هي نوع من النباتات يتبع جنس الجكراندة من الفصيلة البنيونية.

## مناطق العيش
تعيش الجكراندة ميموزية الأوراق في كل أنحاء العالم تقريبا، عدا المناطق المتجمدة.

## نسبة السموم
نسبة السموم في نبته الجكراندة ميموزية الأوراق غير محسومة.

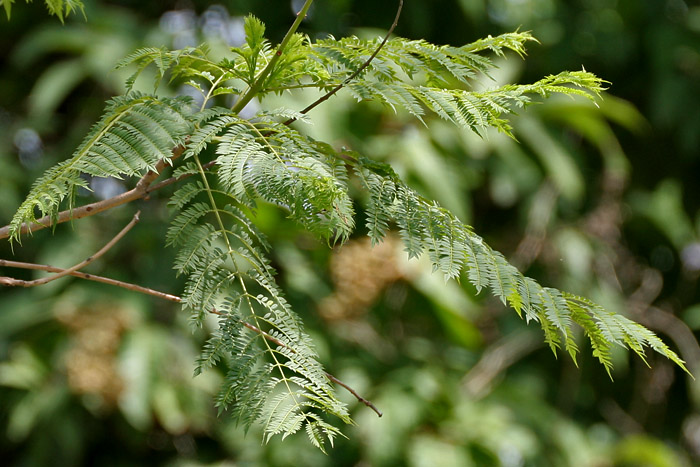
أوراق جكراندة في حيدر آباد.
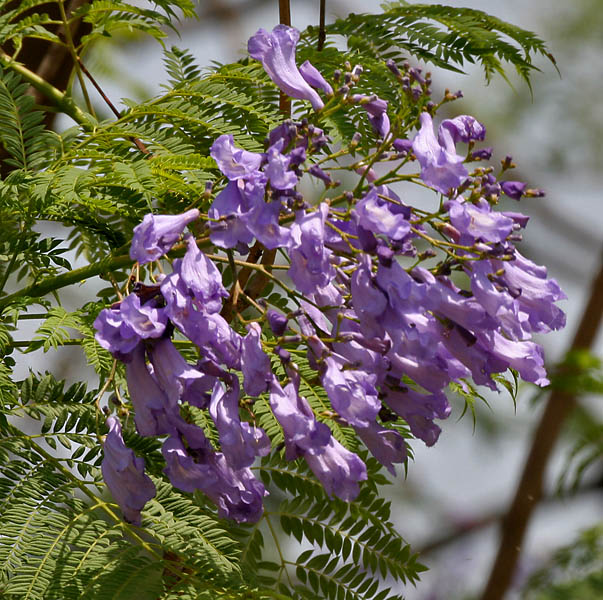
أزهار جكراندة في حيدر آباد.
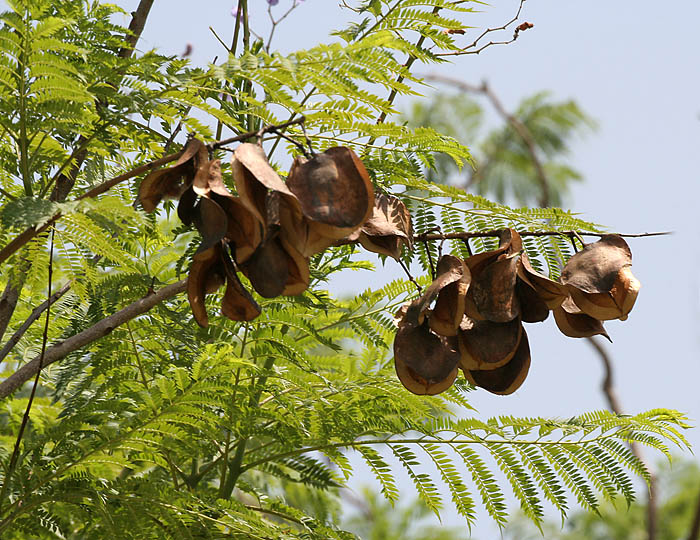
ثمار جكراندة في حيدر آباد.
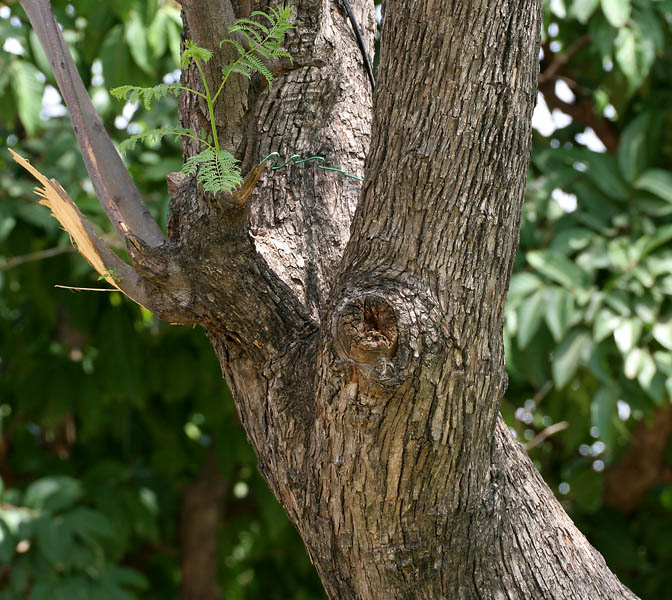
الجذع حيدر آباد.
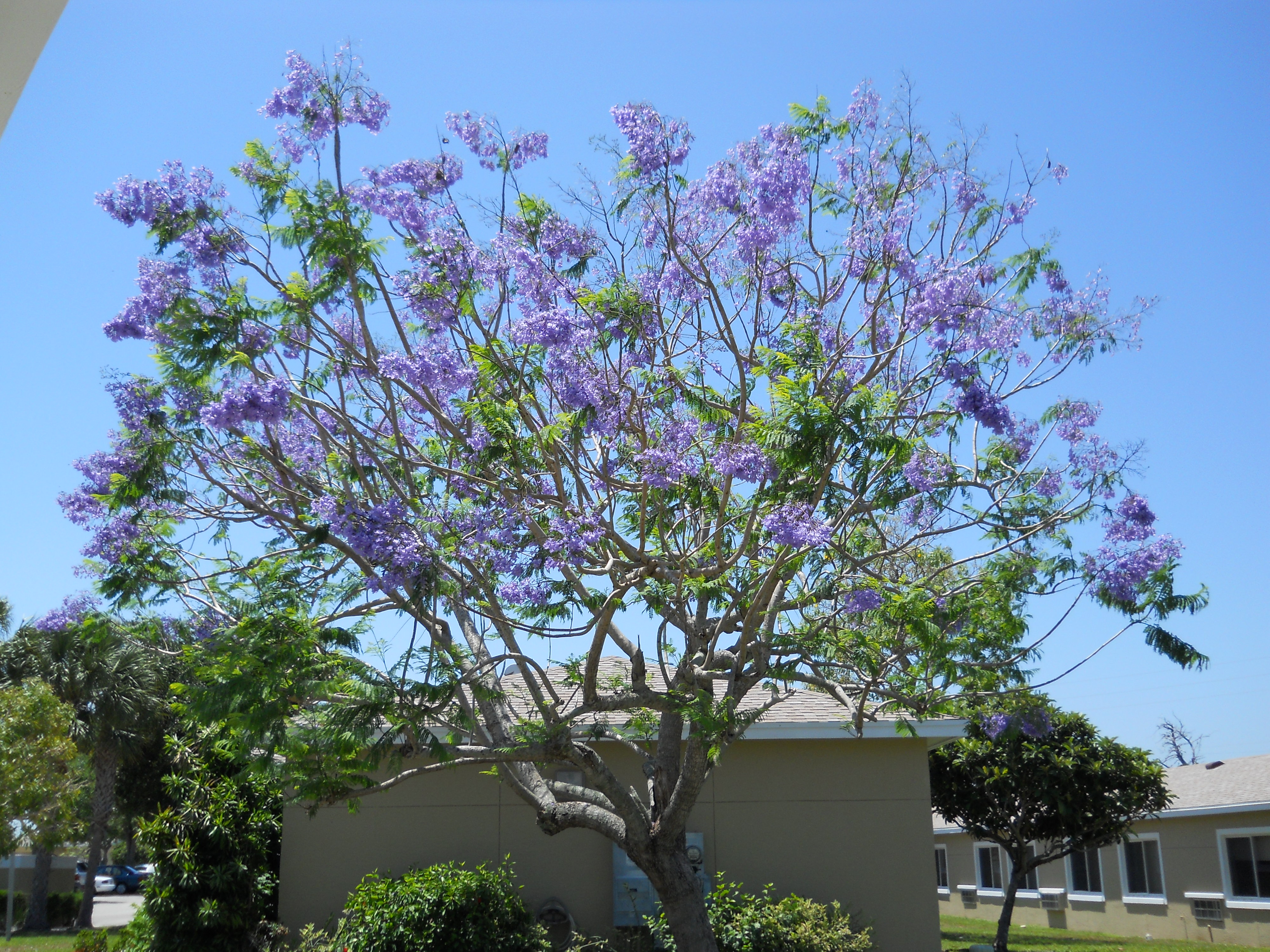
أيار 2010 مقاطعة مارتين (فلوريدا)